# Новий Людвікув
Новий Людвікув (пол. Nowy Ludwików) — село в Польщі, у гміні Скерневиці Скерневицького повіту Лодзинського воєводства.
Населення — 41 особа (2011).
У 1975-1998 роках село належало до Скерневицького воєводства.

## Демографія
Демографічна структура станом на 31 березня 2011 року:
|          | Загалом | Допрацездатний вік | Працездатний вік | Постпрацездатний вік |
| -------- | ------- | ------------------ | ---------------- | -------------------- |
| Чоловіки | 19      | 5                  | 13               | 1                    |
| Жінки    | 22      | 6                  | 12               | 4                    |
| Разом    | 41      | 11                 | 25               | 5                    |